# Rockstar (Bosson)
Rockstar è il terzo album in studio del cantante svedese Bosson, pubblicato nel 2003.

## Tracce
1. I Need Love – 3:33
2. You Opened My Eyes – 3:40
3. One of a Kind – 3:52
4. A Little More Time – 3:53
5. Beautiful – 4:21
6. Falling in Love – 3:41
7. Definite Goodbye – 4:05
8. Song for Noa – 3:32
9. Say You Will – 4:07
10. Xanadu – 3:47
11. Run Away with You – 3:52
12. Love Is Still Alive – 3:58
13. Rockstar – 3:44
14. It's Not Over Yet – 3:49